# Dicellomyces scirpi
Dicellomyces scirpi är en svampart som beskrevs av Raitv. 1968. Dicellomyces scirpi ingår i släktet Dicellomyces och familjen Brachybasidiaceae.   Inga underarter finns listade i Catalogue of Life.